# John Isaacs
John William Isaacs (Panamá, 15 de septiembre de 1915 - Bronx, Nueva York,26 de enero de 2009) fue un jugador de baloncesto estadounidense afroamericano que jugó profesionalmente al baloncesto en diferentes equipos de la época, incluidos los New York Rens o los Harlem Globetrotters.

## Trayectoria deportiva
Hijo de padre jamaicano y madre panameña, creció en Harlem en un ambiente bilingüe, hablando tanto inglés como español. En 1935 llevó a su instituto, el Textile High School, a ganar el campeonato de la ciudad de Nueva York. Poco más adelante, el dueño de los New York Renaissance, uno de los equipos punteros de su época compuesto únicamente por jugadores negros, le ofreció su primer contrato profesional, el cual aceptó siempre con el consentimiento de su madre.
Con los Rens, Isaacs lidreó al equipo y lo llevó a récords de 122-19, 121-19 y 127-15 las tres siguientes temporadas. El equipo ganó el primer World Professional Basketball Tournament, celebrado en 1939 en el Chicago Stadium y patrocinado por el Chicago Herald American, alcanzando la final tras derrortar a los Harlem Globetrotters 27–23, y hacer lo propio con los Oshkosh All-Stars en el partido decisivo por 34–25. Isaacs ganó un segundo título en 1943 con los Washington Bears, de nuevo batiendo a  Oshkosh. Isaacs fue el máximo anotador de la final con 11 puntos para llevar a los Bears a un marcador de 43–31, logrando el primer campeonato de la franquicia. Cobraba 175 dólares al mes más gastos por jugar al baloncesto. Complementaba su salario trabajando en la cadena de montaje de Grumman Aircraft  en la compañía New York Life Insurance durante la postemporada.
Isaacs jugó con varios equipos profesionales más formados solo por afroamericanos tras su paso por los Rens y los Bears, incluidos los Manhattan Nationals, Hazleton Mountaineers de la Eastern Professional Basketball League, los Utica Olympics de la New York State Professional League y Brooklyn y Saratoga  de la American Basketball League. Se convirtió en entrenador y mentor tras su retirada. Chris Mullin reconoció que fue uno de sus discípulos.